# Neckeropsis fimbriata
Neckeropsis fimbriata là một loài Rêu trong họ Neckeraceae. Loài này được (Harv.) M. Fleisch. miêu tả khoa học đầu tiên năm 1908.